# Conopa

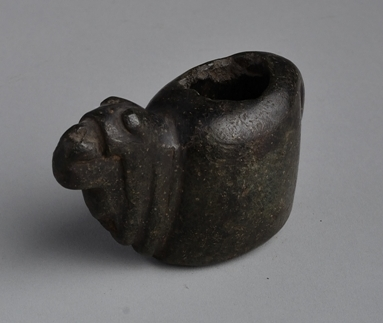
Miniatura o conopa in basalto nero raffigurante un alpaca.

La conopa è una sorta di oggetti, particolari per ogni famiglia, che nel periodo incaico erano ritenuti sacri.
Mentre le huaca assolvevano la propria funzione di rapporto con la divinità nei confronti di tutto l'impero o di almeno un intero villaggio, le conopa erano proprie di una singola famiglia e venivano adorate privatamente.
Questa loro caratteristica di legame riservato le fece assimilare, da parte dei primi cronisti spagnoli, ai penati dei latini a cui, in effetti, assomigliano per alcune caratteristiche.
Per lo più si trattava di speciali pietre che, per le loro particolari composizioni, si imponevano all'attenzione degli indigeni. Per la maggior parte erano lasciate allo stato grezzo, ma ne sono state reperite alcune finemente lavorate ad immagine per lo più di animali. Particolare riguardo ricevevano i bezoar, detti Illa o Quicu, che per la loro natura, misteriosa per l'epoca, erano ritenuti particolarmente dotati di poteri magici. 
La funzione delle conopa era piuttosto quella di amuleti, che di feticci e gli indigeni ritenevano che fossero utili per propiziare salute e benessere. Le donne, al momento del parto solevano porsi sul petto quella di famiglia, dopo averla fatta benedire da uno sciamano per propiziare l'evento.
Potevano esistere delle conopa speciali per determinate funzioni. Così esistevano delle conopa ritenute idonee per far accrescere il bestiame (i lama ad esempio), ed altre deputate allo sviluppo dei raccolti.
Era compito del medico stregone riconoscere fra le tante pietre esistenti quelle con le caratteristiche proprie delle conopa. Solitamente il singolo indigeno, quando si imbatteva in una pietra che gli sembrasse idonea, si rivolgeva al fattucchiere del villaggio perché si pronunciasse in merito. Quest'ultimo, dopo aver esaminato l'oggetto, se riteneva che avesse le sembianze adatte, gettava la sorte. Per lo più si trattava di un lancio di particolari dadi e se l'esito era favorevole la pietra era dichiarata conopa.
Da quel momento l'amuleto entrava a far parte della famiglia del suo possessore e sarebbe stato, in seguito, ereditato dal figlio maggiore.
Le conopa erano conservate con cura, avviluppate in morbide stoffe, ed erano oggetto di particolari riti celebrati in segreto dalla famiglia. Ricevevano preghiere e invocazioni e, in alcuni casi, erano oggetto di sacrifici. Di norma si trattava di foglie di coca o di polveri colorate, ma, in alcuni casi, anche di porcellini d'India. Era compito del capo famiglia di interpretare l'esito di tali sacrifici insufflando i polmoni delle vittime per ricavarne dei responsi.
I religiosi spagnoli, nell'ansia di estirpare l'idolatria presso gli indigeni condussero un'accanita lotta contro le conopa, ma con scarsi risultati. Per le loro minuscole dimensioni sfuggivano infatti agevolmente alle loro ricerche e continuarono, forse fino ai giorni nostri, ad esercitare un fascino indiscusso presso gli abitanti dei villaggi peruviani.

### Autori dell'epoca coloniale
- Arriaga (P. Joseph de) [1621] La extirpación de la idolatria en el Perú in BIBL. AUT. ESP. (tomo CCIX), Madrid 1968.
- Cobo (Bernabé) Historia del Nuevo Mundo (1653) In BIBL. AUT. ESP. Tomi XCI, XCII, Madrid 1956.
- Garcilaso (Inca de la Vega) [1609] Commentarios reales  Rusconi, Milano 1977.
- Molina (Cristbóal de) [1573] Relación de las fabulas y ritos de los Incas in COL. LIBR. DOC. HIST. PERU' 1ª serie, tomo I, Lima 1916.
- Joan Anello Oliva, Historia de los reynos del Perù, Lima, PUCP. 1998.

### Autori moderni
- Jacinto Jjión y Caamaño, La religion del imperio de los Incas - Quito, 1990.